# 国際連合インド・パキスタン軍事監視団
国際連合インド・パキスタン軍事監視団（こくさいれんごうインド・パキスタンぐんじかんしだん United Nations Military Observer Group in India and Pakistan,UNMOGIP）は、インドとパキスタンに展開している国際連合平和維持活動。第一次印パ戦争の停戦のために1948年1月20日の国際連合安全保障理事会決議39によって設立された国際連合インド・パキスタン委員会（UNCIP）を1951年に改編したものである。

## 概要
1947年10月にカシミール地方の帰属をめぐって勃発した第一次印パ戦争は国際連合の調停により、1948年12月に停戦に至った。調停にあたったUNCIPはその後も活動を続け、停戦ライン（LOC）の設定後の1951年に国際連合インド・パキスタン軍事監視団（UNMOGIP）に改編された。UNMOGIPの任務は停戦ラインの監視にある。2009年時点も活動中であり、規模は軍事要員44名を含む114名。
UNMOGIPの任務は停戦ラインの監視に留まり、紛争仲介や武力衝突の物理的な抑止能力を有していない。そのため、当地においては1965年に第二次印パ戦争が発生した。この際は停戦後にUNMOGIPは国際連合インド・パキスタン監視団（UNIPOM）と協力し、従前の国境・停戦ラインまでの双方の兵力撤退を監視している。1971年には第三次印パ戦争が勃発し、1972年のシムラー協定により停戦ライン（管理ライン）の再設定に至った。1999年にはカルギル紛争も起きている。